# Гогенгеймский университет
Гогенгеймский университет (нем. Universität Hohenheim) — старейший университет Штутгарта, Германия. Расположен в городском округе Плининген, в основном в здании Гогенгеймского дворца в районе Хоэнхайм. Специализируется на аграрных, естественно-научных и экономических дисциплинах. Располагает университетской библиотекой, обладает широкими связями по всему миру.

## История
Основан королём Вюртемберга Вильгельмом I как учебное, исследовательское и опытное сельскохозяйственное учреждение 20 ноября 1818 года. Первоначально в институте было 16 учащихся, 2 преподавателя и директор — Иоганн Непомук Хуберт Шверц (1759—1844).
К институту было присоединено поместье Гогенхейм из земель государственного домена. Впоследствии хозяйство института распространилось на прочие прилегающие к дворцу земли. В 1957 году гогенхеймское имение было разделено на три хозяйства, которые при сохранении общего руководства за институтом проводили сельскохозяйственное производственное обучение самостоятельно. С началом XXI века в сельскохозяйственные лаборатории был преобразован ряд принадлежавших институту коммерческих хозяйств.
В 1847 году указом короля Вильгельма I сельскохозяйственный институт был преобразован в сельскохозяйственную академию. На тот момент в ней обучалось около 100 студентов. В академии было семь профессоров (включая директора) и 9 сверхштатных преподавателей. Особое положение получило лесное училище, основанное в 1820 году как низшая лесная школа и развившееся в 1825 году до академическое лесное училища.
В начале XX века вокруг института начинают концентрироваться основанные в 1880—1890 годах многочисленные станции и кафедры. К 1920 году они сложились в институциональную структуру высшего учебного заведения. С 1904 года именовавшийся сельскохозяйственным вузом Гогенхейм в 1918—1919 годах получил право присуждения ученых степеней и с 1922 года конституцию ректората. В это время здесь начала работать Маргарита Карловна Врангель.
Вступившая в силу 1 октября 1922 года, конституция заменила «Новый органический статут» от 1883 года, который институт получил после отделения лесохозяйственного отделения. На смену директору приходил выбираемый ежегодно из рядов профессуры ректор, а на место конвента преподавателей — сенат.
Сенат был теперь действительно высшим органом института, но ректор получил настолько широкие властным полномочия, что однозначно господствовал в нём. Численность студентов выросла в 1922 году до более 1000 человек.
С приходом к власти нацистов конституция в 1934 году была переписана. Полномочия ректора были существенно расширены, он становился «фюрером» института, ответственным за всё перед управлением министра образования. Ректор назначался на срок от двух лет имперским наместником из числа ординарных профессоров. Все функции сената переходили к ректору, сам же сенат становился совещательным органом. С 1942 года Гогенхейм вошёл в состав города Вюртемберг. В 1945 году институт пришлось закрыть.
С возобновлением его деятельности 3 января 1946 года была возвращена конституция 1922 года. Территория института, кроме института посевов и здания молочного завода, которые стали жертвами бомбардировок в 1944 году, практически не была повреждена в годы Второй мировой войны. Вначале восстановление института было затруднено процессом денацификации. Возникшие вследствие неё вакансии могли вскоре быть закрыты новыми назначениями.
Начавшаяся в 1950-е годы специализация науки зашла так далеко, что пришлось задуматься о выходе института за рамки чистой агрономии[стиль]. В 1964 году открылась возможность расширить биологическое образование. Были учреждены два факультета: естественнонаучный и сельскохозяйственный. Число кафедр с конца войны до 1964 года выросло более чем в два раза.

## Структура
Высшие руководящие органы — Совет ВУЗа с функциями наблюдательного совета, ректорат с функциями правления и Сенат. Их решения проводятся в жизнь через администрацию университета.
Университет делится на три факультета: сельскохозяйственный, естественных наук, социально-экономических наук. Руководство факультетами осуществляют деканы, правления факультетов, советы факультетов, а также комитеты и учреждения, создаваемые факультетами для решения стоящих перед ними задач.

### Сельскохозяйственный факультет
- Институт почвоведения и биогеографии;
- Институт экологии ландшафта и растений;
- Институт культурных растений;
- Институт селекции, популяционной генетики растений и семеноводства;
- Институт фитотерапии;
- Институт растениеводства и аграрной экологии в тропиках и субтропиках;
- Институт сельскохозяйственного производственного обучения;
- Институт аграрной политики и изучения сельскохозяйственных рынков;
- Институт социальных исследований в аграрной области;
- Институт сельскохозяйственной техники;
- Институт животноводства;
- Институт животноводства в тропиках и субтропиках;
- Институт аграрной и социальной экономики в тропиках и субтропиках;
- 4 опытовых сельскохозяйственных станции.

### Факультет естественных наук
- Институт прикладной математики и статистики;
- Институт физики и метеорологии;
- Институт химии;
- Институт биохимии и питания;
- Институт пищевых продуктов и биотехнологии;
- Институт химии пищевых продуктов;
- Институт продовольственной медицины;
- Институт ботаники;
- Институт зоологии;
- Институт физиологии;
- Институт генетики;
- Институт микробиологии;
- Институт физиологии и биотехнологии растений;

### Факультет социально-экономических наук
- Институт финансового менеджмента;
- Институт политической экономии;
- Институт здравоохранения и государственного управления;
- Институт наук о коммуникации;
- Институт юридических и социальных наук;
- Институт хозяйственной педагогики;
- Институт маркетинга и менеджмента;
- Институт межорганизационного менеджмента и производительности.

## Достопримечательности
Кампус Гогенхеймского университета расположен в 30 минутах езды от центра Штутгарта. Комплекс зданий окружает позднебарочный замок конца XVIII века.
Экскурсии проводятся сотрудниками университета.
Музеи университета открыты для всех.
- Музей немецкого сельского хозяйства на 5700 м² выставочной площади предоставляет уникальный обзор истории сельского хозяйства.
- Музей зоологии и ветеринарии интересен собранием учебных коллекций и курьезов, помещенных в экспозиции традиционного формата внутри замка.
- Музей истории Гогенхейма, расположенный в Экзотическом саду, демонстрирует в игровой форме историю деревни, замка и института.